# Praça General Tibúrcio

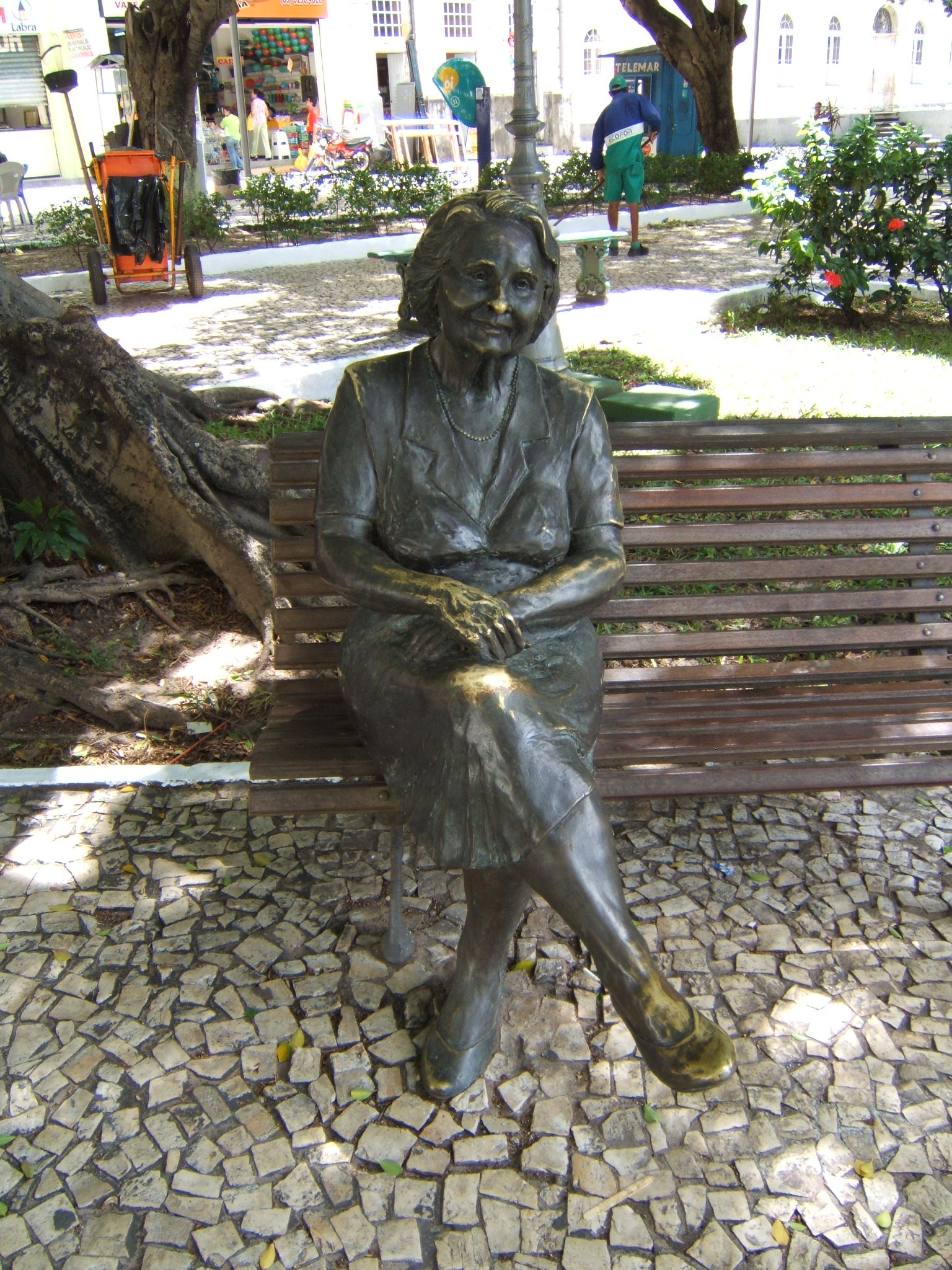
Estátua da escritora Rachel de Queiroz

A Praça General Tibúrcio ou como é popularmente chamada Praça dos Leões é uma praça da cidade de Fortaleza. A origem da praça remonta aos tempos da construção da Igreja de Nossa Senhora do Rosário em 1730. Em 1831 o "Largo do Palácio" foi planejado e então a praça começa a ser urbanizada sendo inaugurada em 1856. Depois da morte do general Antônio Tibúrcio Ferreira de Sousa, heroi da Guerra do Paraguai, em 1885, uma estátua foi erguida em sua homenagem na praça em 1888 sendo a primeira estátua pública da cidade.

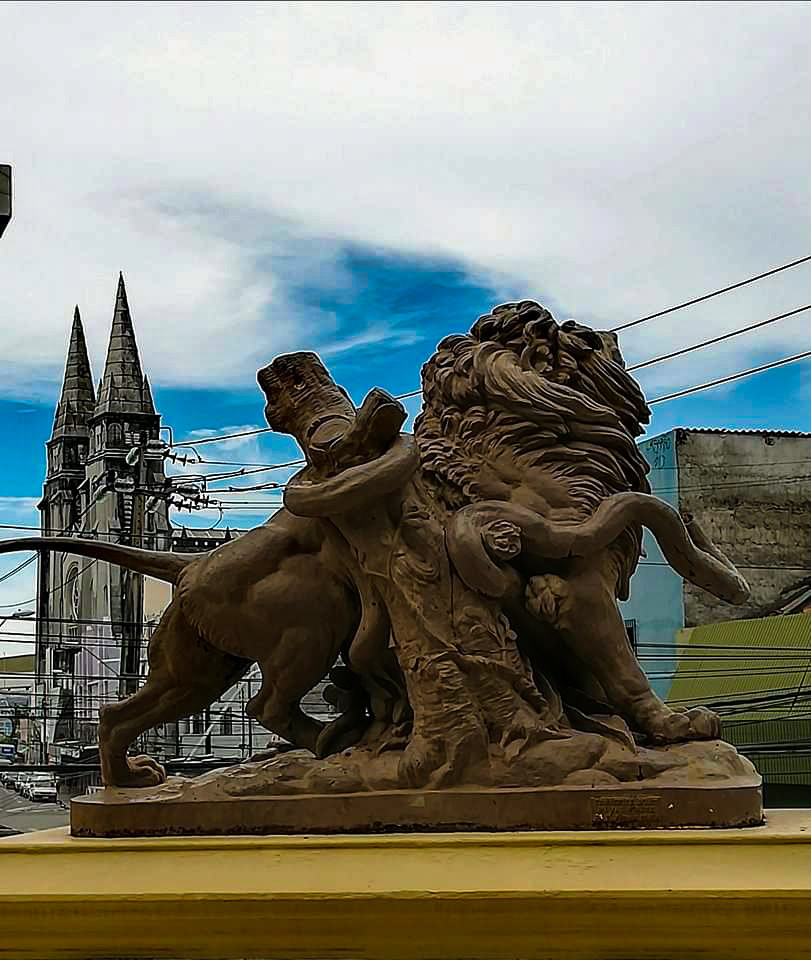
Uma das esculturas de leão na Praça General Tibúrcio. Ao fundo, a Catedral Metropolitana de Fortaleza

No entorno da praça ficam o Museu do Ceará e a Academia Cearense de Letras. Existem várias outras estátuas na praça destacando-se as três estátuas de leões e a estátua em tamanho natural da escritora Rachel de Queiroz sentada em um banco da praça. Sob a igreja da praça, membros de famílias ricas foram enterrados. No piso da praça pode-se perceber a presença de trechos do trilho do antigo bonde que por ali passava.
Os leões da Praça General Tibúrcio são na realidade 2 leões e 1 tigre e foram adquiridos da fundição parisiense Val d'Osne.
A primeira estátua fica no topo da escadaria e chama-se "Lion attaqué par un serpent" (Leão atacado por uma serpente), de autoria desconhecida. Uma cópia da mesma peça existe na Praça Buenos Aires, em São Paulo.
A segunda estátua chama-se "Lion debout rugissant" (Leão de pé rugindo), de autoria do escultor francês Henri Alfred Jacquemart. Uma cópia da mesma peça existe na Praça Dois Leões, em Maceió-AL.
A terceira estátua chama-se "Tigre debout rugissant" (Tigre de pé rugindo), também de autoria do escultor francês Henri Alfred Jacquemart. Uma outra cópia da mesma peça existe na Praça Dois Leões, em Maceió-AL.
Existe ainda uma outra estátua francesa nos jardins da Praça, adquirida também da fundição parisiense Val d'Osne, chamada "Enfant au dauphin" (Criança com golfinho), de autoria do escultor francês Mathurin Moreau. A estátua representa uma criança tocando uma trompa, sentada sobre um peixe. Infelizmente a estátua foi vandalizada e o braço direito e a trompa foram destruídos. Uma cópia desta estátua pode ser encontrada no jardim da Prefeitura de Remiremont (Rue des Prêtres, 14), cidade francesa da região de Lorraine.